# Albert Rafetraniaina
Albert Rafetraniaina (* 9. September 1996 in Ambohitrony, Provinz Analamanga) ist ein madagassisch-französischer Fußballspieler.

## Karriere
Der auf Madagaskar geborene Spieler kam in seiner Jugend nach Frankreich und begann das Fußballspielen 2007 beim Marseiller Stadtteilclub Sporting Club Bel Air, von wo aus er im September 2010 den Sprung in die Jugend des Profiklubs OGC Nizza schaffte. Rafetraniaina, von dem sein ehemaliger U-15-Trainer behauptete, er sei das größte Talent, das er je trainiert habe, wurde bereits mit 15 Jahren für Testspiele der ersten Mannschaft berücksichtigt. Obwohl er seinem Alter nach noch in der B-Jugend hätte spielen müssen, wurde der Nachwuchsspieler zu Beginn der Saison 2012/13 für die Reservemannschaft in der fünften Liga berücksichtigt, für die er mit 15 erstmals auflief. 
Für eine Erstligapartie gegen Stade Reims am 6. Oktober 2012 wurde er in den Profikader berufen und debütierte für das Team, als er in der 81. Minute eingewechselt wurde. Das Spiel endete mit einer 1:3-Niederlage. Der zu diesem Zeitpunkt 16 Jahre und 27 Tage alte Spieler avancierte mit diesem Einsatz zum zweitjüngsten französischen Erstligaakteur aller Zeiten, auch wenn dem in den folgenden Monaten keine weiteren Auftritte in der ersten Liga, sondern lediglich eine Einwechselung im Ligapokal, folgten. Ab der Spielzeit 2014/15, in deren Verlauf er seinen 18. Geburtstag feierte, wurde er regelmäßig für die Profimannschaft berücksichtigt. In der Hinrunde der darauffolgenden Saison spielte er hingegen fast keine Rolle mehr und wurde im Januar 2016 an den Zweitligisten Red Star Paris verliehen. Im Kampf um einen möglichen Aufstieg, der letztlich nicht erreicht wurde, erhielt er auch dort in den darauffolgenden Monaten kaum Spielpraxis. 2016 kehrte er nach Nizza zurück. Am 8. Dezember 2016 debütierte er gegen Kuban Krasnodar in der Europa League, erhielt ansonsten jedoch keine Spielpraxis in der ersten Mannschaft. Bis zum Sommer 2019 spielte er weiter ausschließlich in der Reservemannschaft und wechselte dann zum italienischen Drittligisten AS Bisceglie. Nach der Spielzeit wurde sein Vertrag dort nicht verlängert und Rafetraniaina war bis Oktober 2020 ohne Verein, ehe ihn Molfetta Calcio aus der Serie D unter Vertrag nahm.

## Nationalmannschaft
Da er schon länger in Frankreich gelebt hatte, war der gebürtige Madagasse auch für dieses Land spielberechtigt. Am 21. Mai 2014 debütierte er daher bei einem 1:0-Sieg in einem Freundschaftsspiel gegen Kroatien für die französische U-18-Nationalelf. Anschließend wurde er zunächst nicht weiter in Auswahlmannschaften berücksichtigt, ehe er im September 2015 erstmals für die U-20 auflief.